# Galeon (superkomputer)
Galeon – jeden z superkomputerów znajdujących się na terenie TASK - Trójmiejskiej Akademickiej Sieci Komputerowej. Jest to komputer Altix 3700 firmy SGI o architekturze  ccNUMA. Posiada 128 procesorów Itanium2  oraz  512 GB pamięci operacyjnej. Jego teoretyczna moc obliczeniowa to 768 Gflops.
Podobne superkomputery znajdują się w ośrodkach komputerów dużej mocy w Krakowie (Cyfronet), Wrocławiu (WCSS), Warszawie (ICM) i Poznaniu (PCSS).